# بیاووویژا (استان اوپوله)
بیاووویژا (به لهستانی: Białowieża) یک منطقهٔ مسکونی در لهستان است که در گمینا کامیننگک واقع شده‌است.